# Michael Guest
Pour l’article homonyme, voir Michael Guest (homme politique).
Michael Guest, né le 25 juin 1969, est un pilote de rallyes australien.

## Biographie
Sa carrière en compétition automobile s'étale de 1989 à 2000 de façon régulière, puis devient ponctuelle.
En compétition mondiale, il termine 5e du rallye de Nouvelle-Zélande en 1996 (2L. WD), sur Mitsubishi Lancer Evo III avec son compatriote Steve O'Brien-Pounde pour copilote.
Il a essentiellement construit sa carrière sur des voitures de Production du Groupe N.

## Palmarès

### Titres
- Champion d'Asie-Pacifique du Groupe N des rallyes, en 1998 sur Subaru Impreza WRX (copilote son compatriote David Green);
- Double Champion d'Australie des rallyes du Groupe N, en 1996 et 1997, sur Mitsubishi Lancer Evo III;
  - 4e du championnat P-WRC des rallyes en 1998;

### 2 victoires en P-WRC
- Rallye de Nouvelle-Zélande: 1998;
- Rallye d'Australie: 1998.